# François Dumont (escultor)

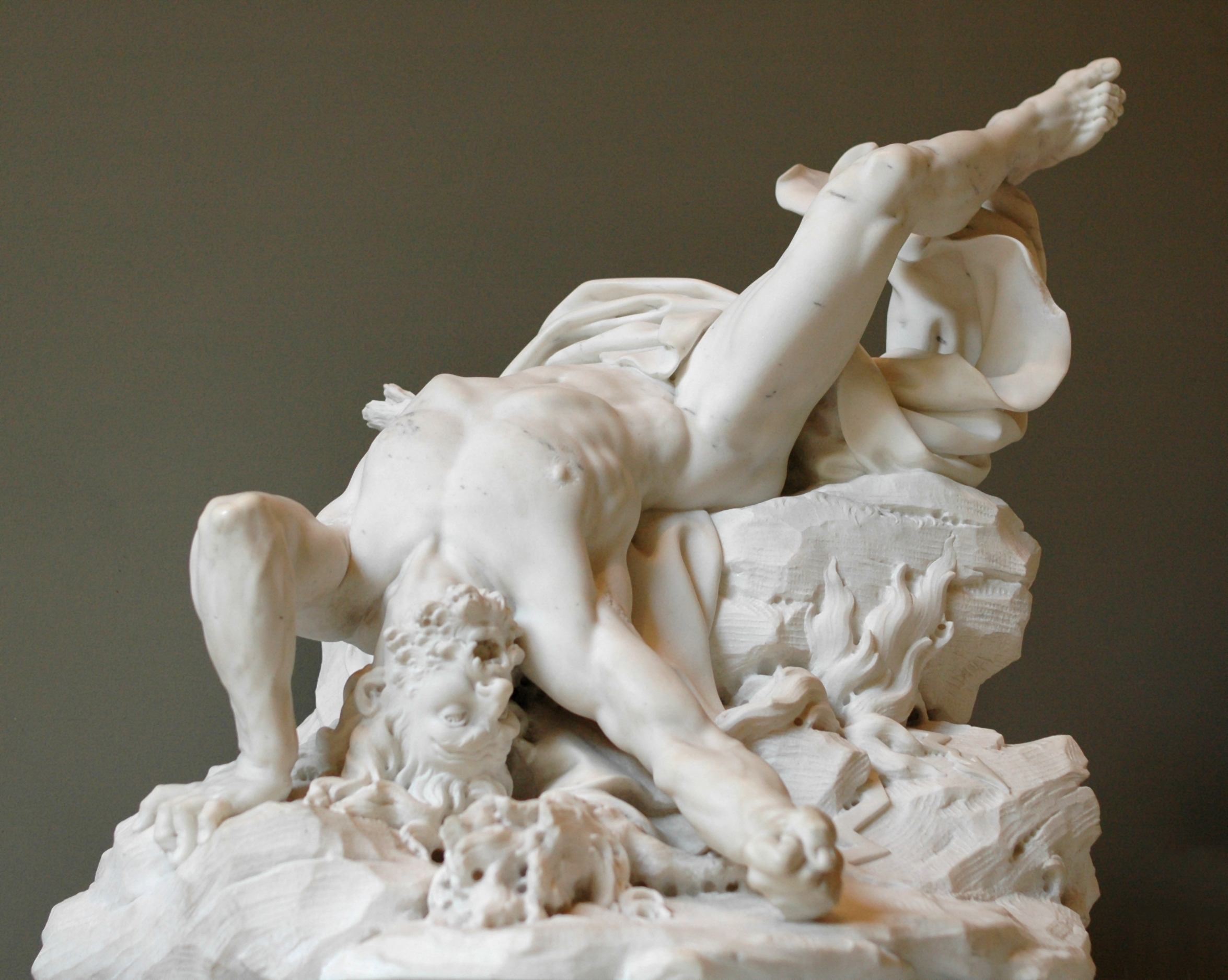
Titan golpeado, Recepción de la Real Academia de Pintura y Escultura de París, 1712.

Francois Dumont, (París, 1688 - Lille (Nord) 1726), fue un escultor francés.

## Biografía
Fue el hijo del escultor Pierre Dumont. Francois Dumont fue recibido el 24 de septiembre de 1712, en la Real Academia de Pintura y Escultura de París. Realizó para la iglesia de Saint-Sulpice cuatro estatuas: San Pedro, San Pablo, San Juan y San José.
Contrajo matrimonio el 21 de noviembre de 1712 con Anne-Francoise Coypel, hermana de Antoine Coypel y de Noël Nicolas Coypel.

## Obras
- Titan golpeado [1] (1712), estatua de mármol, París, Museo del Louvre.
- San Pedro, San Pablo (1725), estatuas de piedra, París, Saint-Sulpice, fachada del transepto norte de la calle Saint-Sulpice.
- San Juan, San José (1725), estatuas de piedra, París, Saint-Sulpice, fachada del crucero sur de la calle Palatino.